# Ronan Quemener
Ronan Quemener, född 13 februari 1988 i Paris, är en fransk professionell ishockeymålvakt som spelar för Asplöven HC. Han spelade 1 match för Frankrikes landslag i ishockey-VM 2015.